# Arcuatula senhousia

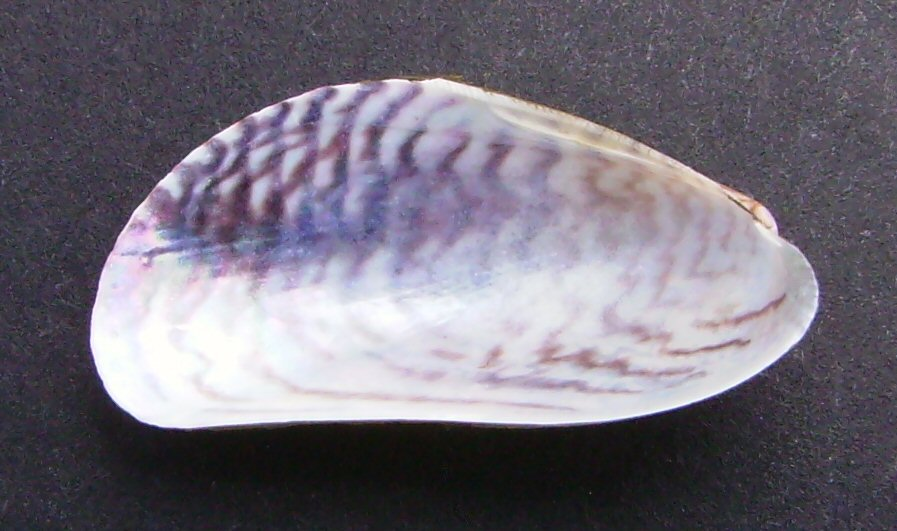
Innenseite

Arcuatula senhousia ist eine Muschel-Art aus der Familie der Miesmuscheln (Mytilidae). Das ursprüngliche Verbreitungsgebiet der Art erstreckte sich vom westlichen Pazifik bis zum Indischen Ozean (einschließlich des Roten Meeres). Die Art ist im östlichen Mittelmeer ein Lessepsscher Migrant. Die anderen Vorkommen im Mittelmeer gehen aber wahrscheinlich auf eine versehentliche Einschleppung von Muschelbrut bei der Einführung von Zuchtaustern zurück. Arcuatula senhousia ist auch in andere Teile der Welt verschleppt worden und ist eine invasive Art, die durch ihre hohe Vermehrungsrate und Individuenzahl sowie sehr schnelles Wachstum einheimische Arten verdrängen kann.

## Merkmale
Das gleichklappige, im mittleren Teil leicht geblähte Gehäuse wird bis zu 25 mm lang und 12 mm hoch, in Ausnahmen auch bis 35 mm lang. Das Längen-/Breitenverhältnis ist also etwa 2:1. Das Gehäuse ist im Umriss länglich-eiförmig. Es ist stark ungleichseitig, der Wirbel sitzt nahe am vorderen Ende, aber nicht marginal. Das vordere Ende ist eng gerundet. Das Hinterende ist deutlich weiter gerundet, und auch seitlich abgeflacht. Der Ventralrand ist gerade bis sehr leicht konkav. Der Dorsalrand steigt zunächst an und fällt ab etwa zwei Drittel der Gehäuselänge zum Hinterrand ab. Das Ligament ist nicht durchgehend, sondern im Bereich des Wirbels unterbrochen. Das Schloss weist unterhalb des Wirbels und vor dem Ligament 8 bis 15 kleine, knotenförmige Zähnchen auf. Anscheinend ist dieses Merkmal aber etwas variabel, andere Autoren beschreiben das Schloss ausdrücklich als zahnlos.
Die Schale ist dünn und zerbrechlich. Die Farbe variiert, von bis hellbraun bis dunkelbraun mit dunkelbraunen oder violetten Strahlen. Das Periostrakum ist gelblich-grün, die Oberfläche glänzt. Die Ornamentierung besteht aus konzentrischen Anwachsstreifen. Im hinteren Gehäuseteil sind 6 bis 8 radiale Linien vorhanden, die zum Gehäuserand hin schwächer werden. Im vorderen Gehäuseteil sind einige wenige schwache Rippen, die innen einen schwach gekerbten vorderen Gehäuserand verursachen. 

## Geographische Verbreitung, Lebensraum und Lebensweise
Das ursprüngliche Verbreitungsgebiet erstreckte sich im westlichen Nordpazifik von den Kurilen und Hokkaido (Japan) bis nach Südchina, Taiwan, Singapur und Neukaledonien. Im Westen reicht das Verbreitungsgebiet in den Indischen Ozean; nachgewiesen ist sie Aden, Zanzibar, Madagascar, Mauritius, Indochina, Thailand, Malaysia und Indien.
1924 wurde sie bereits an die amerikanische Westküste Nordamerikas verschleppt. Sie ist dort an mehreren Lokalitäten von British Columbia (Kanada). Washington (USA), Kalifornien (USA) und Niederkalifornien (Mexiko) nachgewiesen. 1964 wurde sie erstmals im östlichen Mittelmeer von der israelischen Küste gefunden; wenig später folgten Nachweise in der Bardowil-Lagune (Ägypten). In diesem Fall wird vermutet, dass sie mit Schiffen aus dem Roten Meer via den Sueskanal dorthin gelangten. 1985 wurde über die Etablierung der Art in Neuseeland berichtet.
Vermutlich in den 1970er war sie mit Muschelbrut aus Japan an die südfranzösische Mittelmeerküste verschleppt worden. 1983 tauchte sie in Australien auf. 1986 wurde sie erstmals an der italienischen Adriaküste gefunden und hat sich seither weiter im Mittelmeer verbreitet. 2002 wurde sie im Schwarzen Meer gefunden und schließlich folgte 2009 der Nachweis im Becken von Arcachon (Biskaya, Nordatlantik). Die berichtenden Autoren vermuten, dass sie durch Transfer von Austern von der südfranzösischen Mittelmeerküste dorthin gelangte.
Die Tiere leben mit Byssus angeheftet in oft großen Kolonien auf Hart- und Weichsubstrat in vor Wellen geschützten Bereichen in eutrophen, brackischen Ästuaren und Lagunen im und unterhalb des Gezeitenbereichs im flachen Wasser (bis etwa 20 Meter Wassertiefe). Sie sind obligate Suspensionsfiltrierer.

## Entwicklung
Die Tiere wachsen sehr rasch heran. Schon nach einem Jahr kann die Größe von 25 mm erreicht sein. Die große Mehrzahl stirbt nach etwa einem Jahr, nur selten kommen größere und damit ältere Exemplare vor. Die Lebenshöchstdauer ist zwei Jahre. Die Geschlechtsprodukte werden in großer Zahl ins freie Wasser abgegeben, wo dann auch die Befruchtung stattfindet. An der norditalienische Adriaküste startete die Laichperiode im September, vermutlich ausgelöst durch die sinkenden Wassertemperaturen, und dauerte bis in den Spätherbst an. Aus den befruchteten Eier entwickeln sich rasch Trochophora-Larven, die zu einem Veliger-Larvenstadium übergehen. Im Veliger-Stadium wird zunächst ein D-förmiges erstes organisches Gehäuse gebildet, das sich später in das Umbo-Stadium weiter entwickelt (Ausbildung des Wirbels). Das Larvenstadium dauert insgesamt drei bis sechs Wochen. Die Larven gehen dann als Pediveliger mit einer Gehäuselänge von 0,24 bis 0,3 mm zur Metamorphose und zum Bodenleben über.

## Taxonomie
Das Taxon wurde 1842 von William Henry Benson als Modiola senhousia begründet. Es ist die Typusart der Gattung Musculista Yamato & Habe, 1958. MolluscaBase stellt die Art aber zur Gattung Arcuatula Jousseaume in Lamy, 1919. Die MolluscaBase folgt darin der Ansicht von Markus Huber, der Musculista Yamato & Habe, 1958 und Lamya Sott-Ryen, 1957 mit Arcuatula synonymisierte. Die Art ist nach Humphrey Fleming Senhouse, einem britischen Marineoffizier benannt, der im Ersten Opiumkrieg kurz nach der Einnahme von Kanton (heutiger Name: Guangzhou) (1841) durch die Britische Flotte in Hongkong an einem Fieber starb.